# Eumicrotremus gyrinops
Eumicrotremus gyrinops är en fiskart som först beskrevs av Garman 1892.  Eumicrotremus gyrinops ingår i släktet Eumicrotremus och familjen sjuryggsfiskar. Inga underarter finns listade i Catalogue of Life.